# En el hotel Bertram
En el Hotel Bertram libro de la escritora británica Agatha Christie, publicado en 1965.

## Argumento
Miss Marple se satisface al ser invitada por su querido sobrino Raymond a una estancia en el magnífico Hotel Bertram, cargando él con los gastos. Ella se había hospedado cincuenta años atrás y el ambiente no había cambiado en nada. Simplemente adoraba aquel clima de “viejos tiempos” del Hotel Bertram, situado en el West End, Londres.
Era fabuloso reencontrar viejos conocidos, como al Sr. Pennyfather y se divertía con su vieja amiga Selina que acostumbraba confundir unas personas con otras.
A la hora del té y acompañado de aquellos óptimos dulces ingleses, Miss Marple aprovechaba para observar a los presentes y sus reacciones.
Imposible no notar la extravagante Lady Bess Sedgwick, que se había casado un buen número de veces. De uno de sus primeros matrimonios tuvo a su hija Elvira Blake, quien había alcanzado su mayoría de edad y una formidable fortuna. Ambas estaban hospedadas en el hotel.
Un día, alguien intenta asesinar a Elvira, pero el tiro alcanza al portero del hotel, que intenta protegerla. Miss Marple, que había observado toda la situación desde el comienzo, puede ayudar al inspector de Scotland Yard, Fred Davy, a investigar sobre este atentado y descubrir que muchos misterios se escondían detrás del bello y tradicional Hotel Bertram.
- Datos: Q582509